# Félix-Frédéric Hébert
Pour les articles homonymes, voir Hébert.
Félix-Frédéric Hébert, né le 14 janvier 1832 à Cherbourg, mort le 14 octobre 1918 à Vannes, normalien, agrégé, docteur ès sciences, est un professeur de physique de lycée français, célèbre pour avoir inspiré le personnage du Père Ubu.
Enseignant peu motivé, peu respecté de ses élèves, Hébert doit faire face partout à des chahuts et à des scandales. Il est muté dix fois. Sa carrière s'achève au lycée de Rennes. Il y est tourné en dérision dans chants et saynètes, et dans la tragédie parodique Les Polonais, œuvre des frères Charles et Henri Morin. Un condisciple de ce dernier, Alfred Jarry, remanie la pièce. Elle prend le titre d'Ubu roi. Hébert y devient Ubu, figure mythique de l'homme de pouvoir cruel et grotesque.

## Biographie

### Enfance et formation
Il naît à Cherbourg, le 14 janvier 1832. Il fait ses études au collège de cette ville. En 1849, il est déclaré écrivain de marine. En 1851, ayant obtenu son baccalauréat, il démissionne de son poste. En 1853, il est maître d'études au collège Stanislas à Paris. Il intègre l'École normale supérieure la même année. En 1856, il en sort agrégé de sciences physiques.

### Carrière

#### Les premiers postes

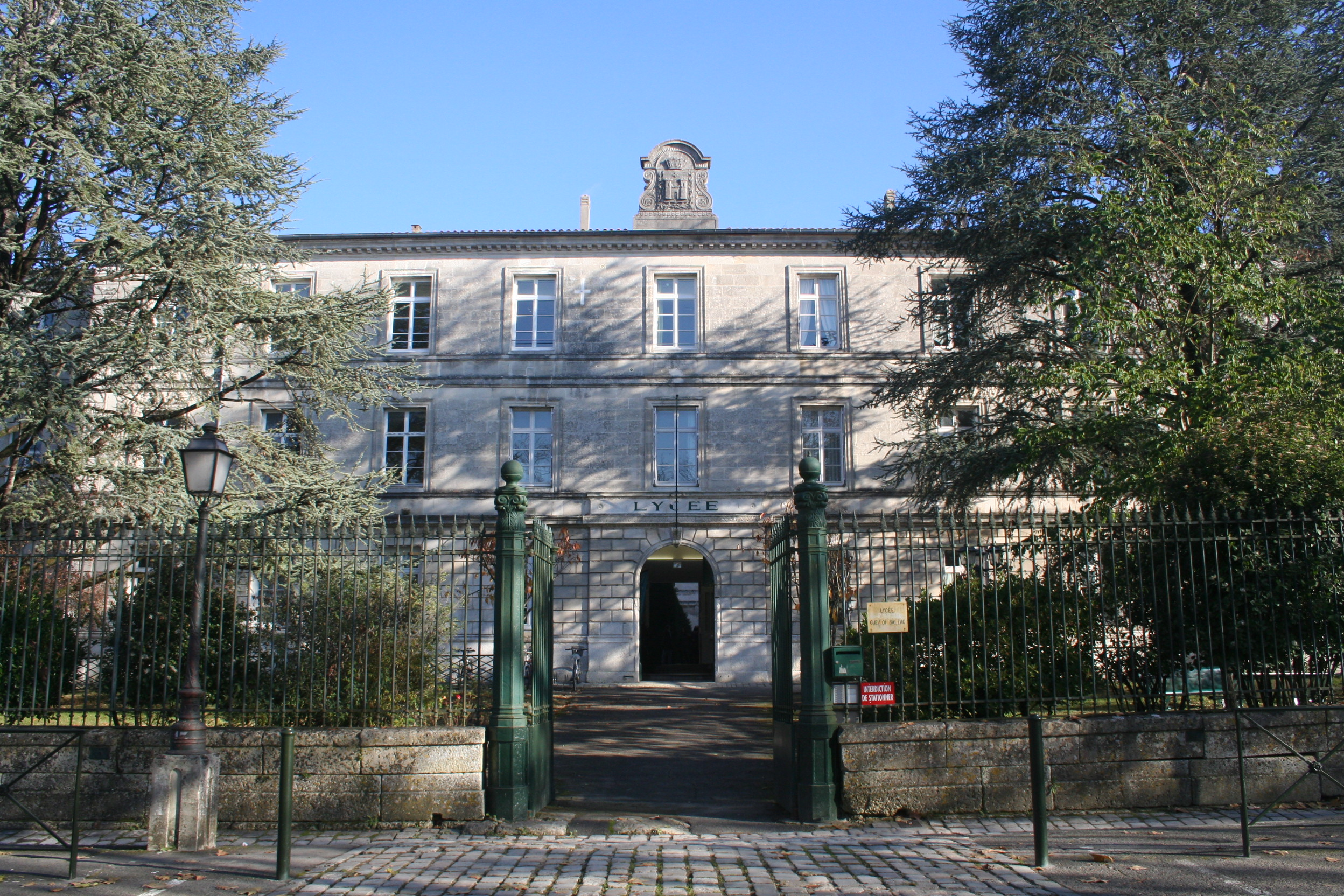
Le lycée d'Angoulême.

Le 27 septembre 1856, il est nommé professeur de physique adjoint au lycée de Rennes. Il n'y reste que quelques mois, en raison d'une affaire de « femme de mauvaise réputation ». En 1858, il est muté au lycée d'Angoulême. Il se marie le 6 avril 1858 à Angoulême avec Marie Françoise Céleste Prévéraud, âgée de 23 ans. Avec elle et leur enfant, né le 19 juin 1859 à Angoulême, il part en 1859 au lycée du Puy. Au Puy, il fait l'expérience douloureuse de perdre son fils le 13 novembre 1859, puis sa jeune épouse le 20 mai 1860. En 1862, il est nommé au lycée d'Évreux ; en 1864, au lycée de Rouen. Le 27 février 1867, il épouse au Havre Pauline-Marie Lescan, de neuf ans sa cadette. Le couple aura cinq enfants. Catholique convaincu, Félix-Frédéric Hébert affiche des opinions conservatrices et fréquente les milieux bien-pensants. Enseignant peu charismatique, il laisse la discipline se relâcher dans ses classes, et un rapport d'inspection sévère le fait muter à Limoges pour « mollesse ».

#### Professeur à Limoges (1868-1877)

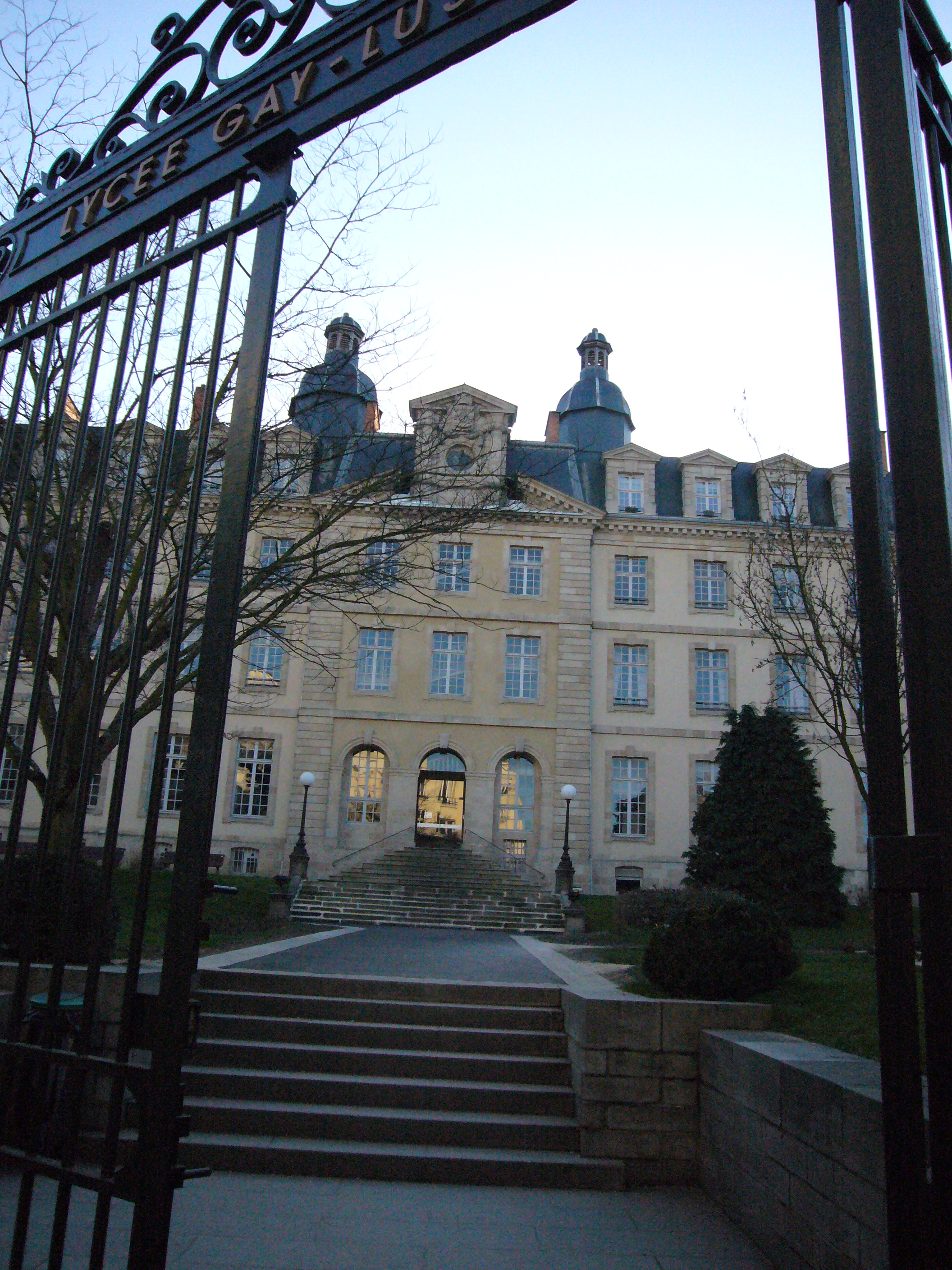
Le lycée de Limoges.

En 1868, il est professeur de physique au lycée de Limoges, poste qu'il occupe durant neuf ans. Là encore, il se heurte à l'esprit chahuteur de ses élèves. En 1872, face à une agitation lycéenne qui confine à la mutinerie (on est dans l'année qui suit la Commune de Paris), il va jusqu'à appeler pour rétablir l'ordre le proviseur, le maire, le procureur général, l'inspecteur d'académie et même le général commandant la place. À la suite de cette affaire, il sollicite une promotion comme inspecteur d'académie, mais ses positions cléricales ne sont guère appréciées au ministère.
En 1876, il est nommé ingénieur en chef, président de la commission météorologique de la Haute-Vienne. Il entreprend des recherches sur les orages, centralise les observations d'orages que lui font parvenir de toutes les communes du département des instituteurs, des prêtres et notables divers. Il commence à échafauder sa thèse sur les tourbillons de l'atmosphère.

#### Inspecteur d'Académie (1877-1878)
La crise du 16 mai 1877 amène aux affaires le gouvernement dit « d'ordre moral ». Hébert est enfin nommé inspecteur d'académie, à Draguignan, en juillet 1877. Pour peu de temps : les élections d'octobre de la même année reconduisent une majorité républicaine, et Félix-Frédéric Hébert est déplacé à Chambéry en décembre. En janvier 1878, il est destitué, rappelé dans son corps d'origine et nommé à Moulins.

#### Professeur à Moulins (1878-1881)

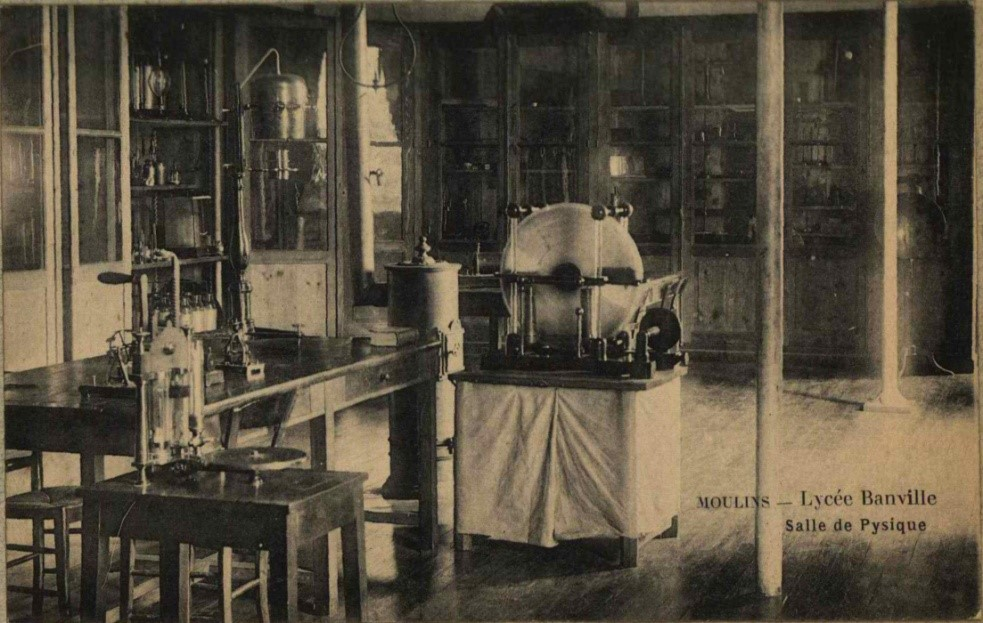
Salle de physique du lycée de Moulins au début du XXe siècle.

Le 11 mars 1878, il prend ses fonctions de professeur de physique au lycée de Moulins. Il ne cache pas son amertume, se disant « victime des circonstances politiques ».

« Il ne paraît prendre que difficilement son parti de cette mesure qu'il considère comme une disgrâce et à laquelle il se montre extrêmement sensible. Il semble subir plutôt qu'il n'accepte les nouvelles fonctions qui lui ont été rendues. Sans vouloir le rendre entièrement responsable des résultats que nous avons constatés dans les classes qui sont dirigées par lui, nous devons cependant signaler la faiblesse des réponses que nous avons obtenues. Il est à craindre qu'il n'y ait eu une mollesse fâcheuse dans l'enseignement lui-même. »

Il entre rapidement en conflit avec un de ses collègues, M. Gérard, professeur d'anglais, pour des querelles de voisinage auxquelles participent leurs épouses respectives, et qui dégénèrent en insultes, coups et pugilats. Devant l'ampleur du scandale, le recteur de Clermont-Ferrand finit par déplacer les deux professeurs et en 1881 Félix-Frédéric Hébert est muté sans promotion au lycée de Rennes, où il avait commencé sa carrière. C'est son dixième changement de poste.

« M. Hébert est à déplacer sans avancement. C'est un fonctionnaire inexact à ses compositions et à ses heures de classe. Pis que cela, c'est un mauvais esprit, réactionnaire, lié avec les pires ennemis de l'université. — Inspecteur d'académie des mauvais jours, il ne dissimule pas sa mauvaise humeur. »

#### Le «Père Ébé», professeur à Rennes

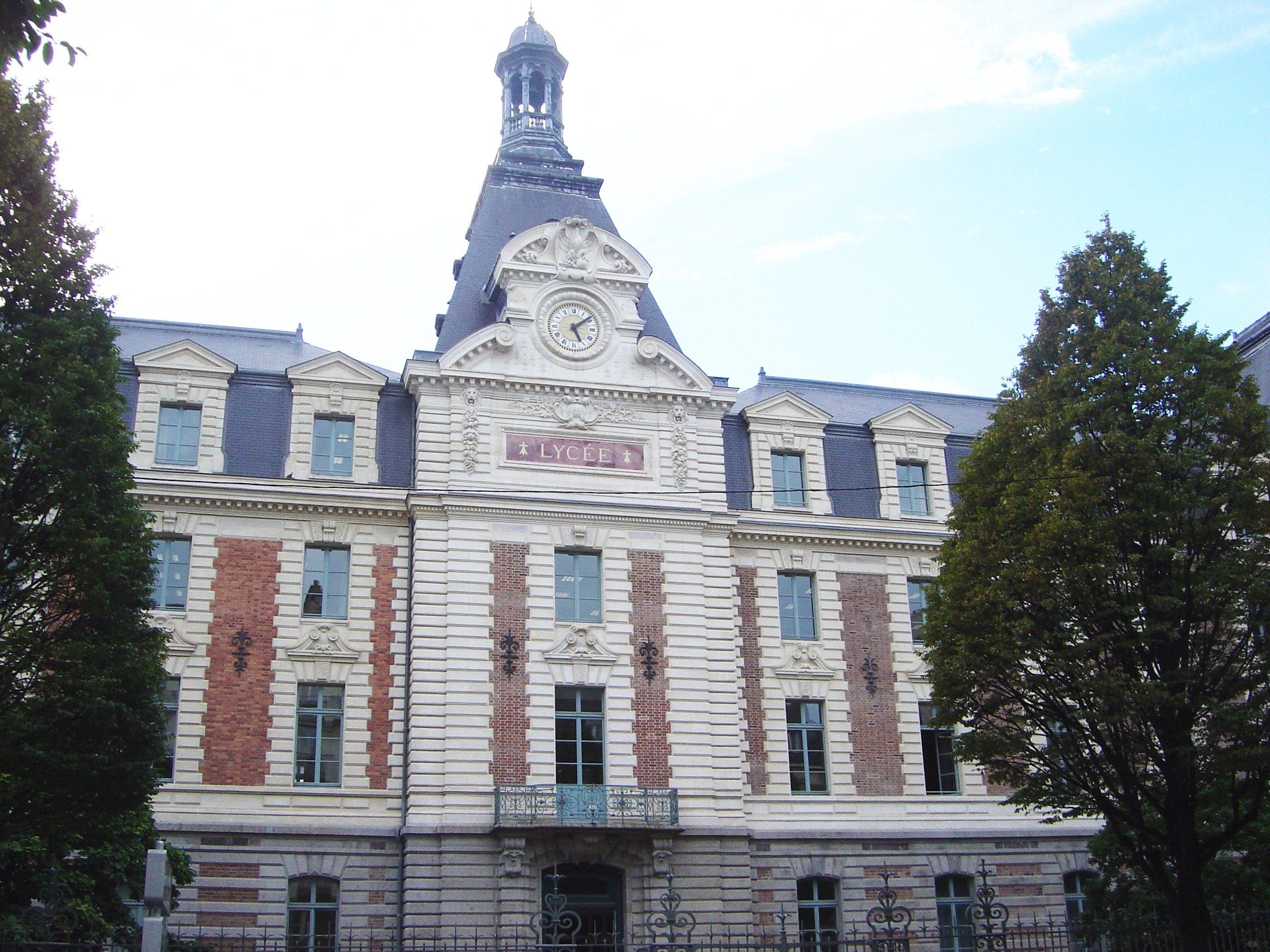
Le lycée de Rennes, aujourd'hui lycée Émile-Zola.

En 1881, il prend donc ses fonctions de professeur de physique au lycée de Rennes. Il soutient l'année suivante, le 25 mars 1882, devant la Faculté des sciences de Paris, sa thèse de doctorat ès sciences intitulée Études sur les lois des grands mouvements de l'atmosphère et sur la formation et la translation des tourbillons aériens. C'est, semble-t-il, sa dernière publication. Cette thèse n'est suivie d'aucune activité particulière dans le domaine de la météorologie. En 1887, il perd son épouse Pauline, âgée de 46 ans.
Au lycée, ses élèves le chahutent constamment. Entre eux, ils le nomment « le père Hébert ». On décline ce surnom sous toutes les formes : le P. H., le père Heb, le père Ébé, Ébou, Ébance, Ébouille…
Henri Hertz, élève de troisième à Rennes en 1888-1889 et futur écrivain, brosse un portrait de son professeur qui nuance quelque peu celui laissé à la postérité par Alfred Jarry :

« Monsieur Hébert était un professeur excellent. Il était bon. Il n'y avait aucune raison qu'il fût chahuté. Le choix des professeurs chahutés est soumis aux impondérables […] Il s'ébrouait des interpellations saugrenues, des chansons injurieuses, des cris, des rires, des projectiles […] il en secouait les banderilles avec tant de balourdise, des exclamations si ingénues, des menaces tellement à contretemps qu'il s'empêtrait dans ses entrailles et d'affreuses huées saluaient ses blessures et sa défaite. Quand il avait bien peiné, invectivé, trébuché, il avait des larmes […] Avant que la classe commençât, tassé sur la table, il nous épiait, un à un, essayant de nous attendrir par un sourire que nous interprétions comme un signe de lâcheté, et déjà nous ricanions […] Son esprit qu'il avait fort délié mais dont, à ces moments-là il perdait toute gouverne, se contentant de le hérisser de vociférations étranglées, d'axiomes prudhommesques… »

#### Les Polonais

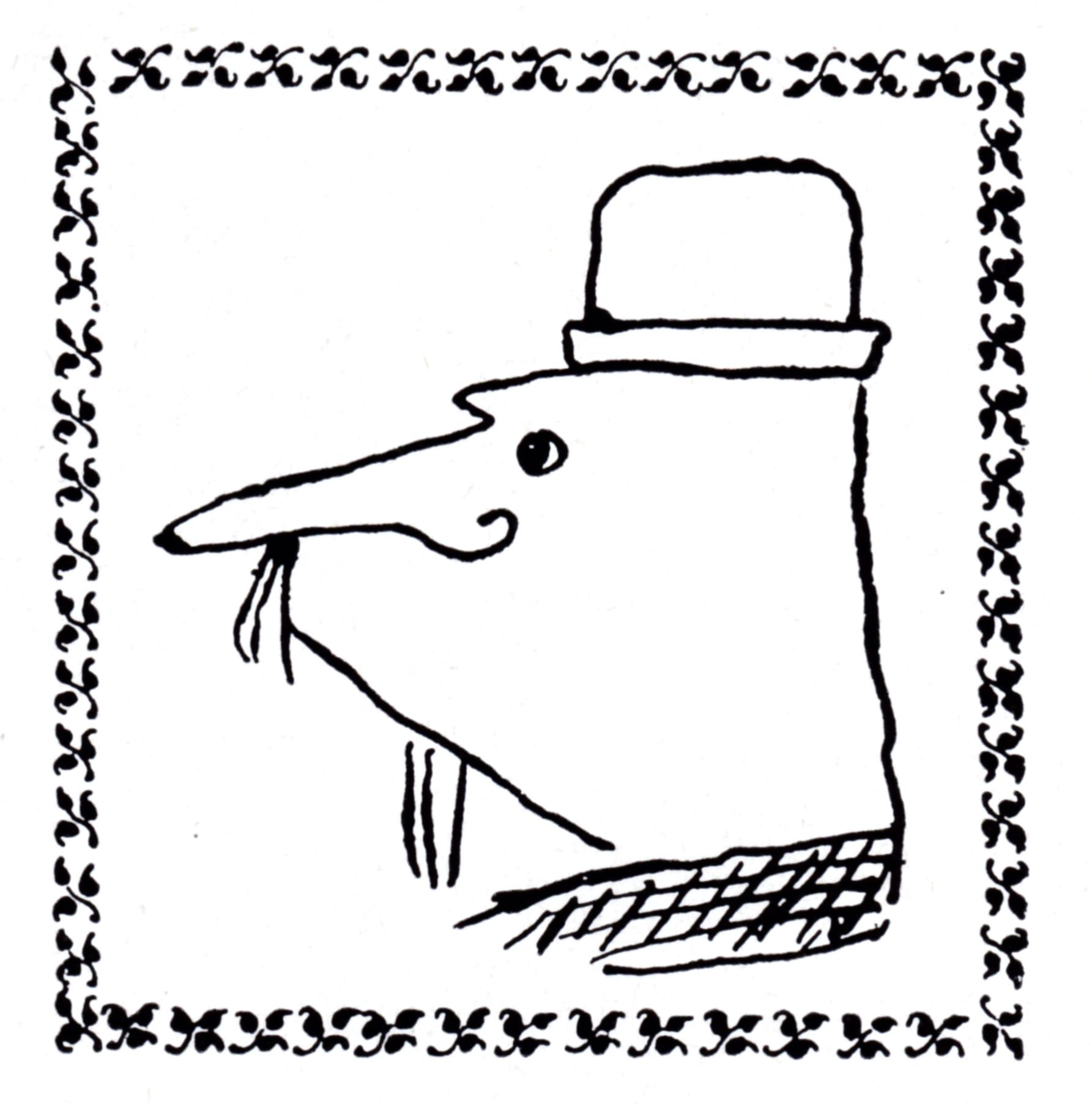
Félix-Frédéric Hébert, caricature anonyme.

En 1885, un de ses élèves, Charles Morin, commence à composer des parodies d’œuvres classiques dont « le P. H. » est le héros bouffon. L'inspiration est puisée principalement dans Rabelais et Lesage. La plus connue de ces pièces est une tragédie parodique dans laquelle le « père Ébé » est roi de Pologne. Charles Morin élabore cette pochade avec l'aide de son frère cadet Henri. Elle a pour titre : Les Polonais. Pièce en cinq actes de MM. Charles et Henri M., auteurs de La Bastringue, de La Prise d’Ismaël et de bien d’autres ouvrages sur le P. H.
Charles Morin couche par écrit et illustre le texte des Polonais dans un cahier vert d'écolier. Il précisera plus tard que son professeur n'était qu'un « énorme, inoffensif et pacifique bonhomme ». Guillaumin, vice-président du tribunal civil de Rennes et ancien condisciple d'Henri Morin et de Jarry, tient lui aussi à faire la part des choses : « Dans les légendes que les potaches élaboraient autour de sa personne, il n'entrait pas un atome de vérité, sauf en ce qui concerne les particularités du costume ; mais, sur un plan purement imaginatif, on lui attribuait les pires forfaits. »
Charles Morin travaille sur le P. H. principalement en 1885 et 1886. Ensuite, ses études l'accaparent. Il quitte Rennes en octobre 1888, au moment où Alfred Jarry, âgé de 15 ans, arrive au lycée de cette ville. Jarry se lie avec Henri Morin. Celui-ci lui communique le manuscrit des Polonais. Jarry s'enthousiasme. C'est lui qui a l'idée de mettre en scène la pièce. Les deux amis montent un théâtre avec acteurs dans le grenier des Morin. Jarry peint les décors. À partir de décembre 1888 ou janvier 1889, ils représentent plusieurs fois devant leurs camarades Les Polonais. Henri Morin tient le rôle du P. H.. Au début de l'été 1889, les Morin déménagent, et n'ont plus de vaste grenier. Les activités théâtrales prennent fin. L'hiver suivant, Jarry monte chez lui un théâtre de marionnettes, qu'il remplace bientôt par un théâtre d'ombres. C'est à cette occasion qu'Henri lui remet le cahier vert contenant le texte et les illustrations des Polonais.
En 1891, à un an de son départ en retraite, Hébert est toujours jugé sévèrement par l'inspection générale : « M. Hébert est lourd, diffus, parfois même il laisse échapper de grosses erreurs. C’est un pitoyable professeur. »

### Retraite et mythification

Véritable portrait de monsieur Ubu, gravure sur bois d'Alfred Jarry. La spirale pourrait symboliser l'obsession d'Hébert pour les tourbillons.

En 1892, Hébert termine sa carrière. Il quitte le lycée de Rennes.
En 1894, Jarry, qui vit maintenant à Paris, sollicite d'Henri Morin l'autorisation de représenter Les Polonais. Persuadé que Jarry va « au devant d'une avalanche de pommes cuites », Henri accepte, y mettant une condition : que rien, dans le titre ou dans les noms propres cités dans le texte, ne permette un rapprochement avec des personnes encore vivantes. Jarry apporte quelques modifications au texte, changeant notamment les noms de personnages. Le P. H. devient le Père Ubu, et le titre devient Ubu roi. En 1896, la pièce Ubu roi est publiée, puis représentée à Paris. On y retrouve l'écho des cours d'un Hébert qui tente de glisser à l'occasion, malgré le chahut, des allusions à ses propres recherches :

« Père Ubu. — Messieurs, la séance est ouverte et tâchez de bien écouter et de vous tenir tranquilles. D’abord, nous allons faire le chapitre des finances, ensuite nous parlerons d’un petit système que j’ai imaginé pour faire venir le beau temps et conjurer la pluie. 
Un conseiller. — Fort bien, monsieur Ubu. 
Mère Ubu. — Quel sot homme.
Père Ubu. — Madame de ma merdre, garde à vous, car je ne souffrirai pas vos sottises. Je vous disais donc, messieurs… »

En 1899, dans la salle des fêtes du lycée de Rennes, se tient le second procès d'Alfred Dreyfus. Antidreyfusard enragé, Hébert entre en politique. Il est élu au conseil municipal de la ville en 1900. Rapportant une de ses envolées contre les « combinards de la ville, les bandes de francs-maçons juifs, les gouvernants corrompus », etc., un journal local parle d'un « vieux boniment rassis […] gauchement délivré par le Père Ubu ».
Félix-Frédéric Hébert se retire ensuite à Vannes, où il meurt le 14 octobre 1918. Peut-être n'eut-il jamais conscience d'être littéralement entré dans la légende et, sous le nom de Père Ubu, d'être devenu un classique de la littérature française.
Une salle de concerts, située en face du lycée de Rennes, a été baptisée L’Ubu.

## Ouvrages et publications
- 1866. Rapport fait […] sur le métier à tisser mécaniquement de M. Alavoine, Rouen, Société libre d'émulation du commerce et de l'industrie de la Seine-Inférieure, imprimerie H. Boissel.
- 1876. Département de la Haute-Vienne : rapport sur le service des observations météorologiques, Limoges, imprimerie de Chapoulaud frères.
- 1877. Cercle catholique des ouvriers de Limoges : discours prononcé par M. F.-F. Hébert […] le dimanche 3 décembre 1876, imprimerie de Chapoulaud frères.
- 1878. Discussion des orages de 1876, Commission météorologique du département de la Haute-Vienne, imprimerie Mme Vve H. Ducourtieux.
- 1878. Étude sur les grands mouvements de l'atmosphère et sur le fœhn et le sirocco, pendant l'hiver 1876-1877.
- 1879. En coll. avec Albert Piche et Jean-Henri de Touchimbert, De l'observation des orages et des signes à adopter dans la confection des cartes qui les représentent, Congrès international de météorologie tenu à Paris du 24 au 28 août 1878, Paris, Imprimerie nationale, p. 34-37.
- 1879. Étude sur les grands mouvements de l'atmosphère et sur le mode de formation des tourbillons atmosphériques, Paris, Imprimerie nationale, p. 118-127.
- 1882. Études sur les lois des grands mouvements de l'atmosphère et sur la formation et la translation des tourbillons aériens (thèse de doctorat), Versailles, E. Aubert.